# Saint-Sulpice-de-Ruffec
Saint-Sulpice-de-Ruffec település Franciaországban, Charente megyében. Lakosainak száma 41 fő (2022. január 1.). Saint-Sulpice-de-Ruffec Couture, Saint-Gourson, Ventouse és Chassiecq községekkel határos.

## Népesség
A település népessége az elmúlt években az alábbi módon változott:
| Lakosok száma | 83   | 50   | 46   | 36   | 33   | 32   | 31   | 31   | 32   | 41   |
|               | 1968 | 1982 | 1990 | 2006 | 2013 | 2015 | 2017 | 2019 | 2020 | 2022 |